# Primaat (persoon)

Wapen van een katholieke primaat

Een primaat (Latijn: primus = behorende tot de eersten) is iemand die in kerkelijk opzicht op de eerste plaats komt.
1. In de Rooms-Katholieke Kerk is de bisschop van Rome (de paus) de primaat van de gehele Kerk.
2. Een rooms-katholieke primaat is een metropoliet die aan het hoofd staat van meerdere kerkprovincies in hetzelfde land. De titel primaat is aan de zetel gebonden. 
In landen waar meerdere kerkprovincies zijn, is daarom slechts een van de aartsbisschop-metropolieten de primaat.  Zo is de aartsbisschop van Toledo de primaat van Spanje en de aartsbisschop van Gniezno primaat van Polen. Het koninkrijk Napels kende sinds de middeleeuwen een primaat: de aartsbisschop van Salerno nabij Napels. Van oudsher waren er in Frankrijk nochtans drie aartsbisschoppen die primaat waren. De drie primaatschappen komen opvallend overeen met de drie Romeinse gebieden van Gallië die Julius Caesar beschreef in zijn boek De Bello Gallico: Gallia zelf, Belgica en Aquitania.
- De aartsbisschop van Lyon (thans Philippe kardinaal Barbarin) had de titel van primaat van de Galliërs (Latijn: Primas Galliae).
- De aartsbisschop van Reims noemde zich, tot in de 19e eeuw, primaat van Belgica (Latijn: Primas Belgicae).
- De aartsbisschop van Bourges noemde zich, tot in de 19e eeuw, primaat van Aquitanië (Latijn: Primas Aquitaniae).

Er waren in Frankrijk verschillende disputen over zulke primaatschappen, bijvoorbeeld door de aartsbisschoppen van Bordeaux (primaat van Aquitanië) of dezen van Rouen (primaat van Normandië). De aartsbisschoppen van Auch noemden zich eeuwenlang primaat van Novempopulania en van Navarra.
Sommige primaten bezaten ambtshalve bevoegdheden van de paus. Zo'n primaat werd legatus natus genoemd.
Landen met slechts één kerkprovincie (Nederland bijvoorbeeld) hebben geen primaat. Uitzondering op die regel is België waar de aartsbisschop van Mechelen wel de titel primaat heeft als "blote eretitel".
3. In de Anglicaanse kerk is de primaat de belangrijkste bisschop van een kerkprovincie, de "chief bishop". Uitzondering zijn de kerkprovincies Engeland en Ierland die elk 2 primaten hebben. Voor Engeland zijn dit de aartsbisschoppen van Canterbury en York; voor Ierland dezen van Armagh en Dublin. Zij spreken onderling af wie zich primaat van "all England" of "all Ireland" mag noemen.